# Lindsaea indurata
Lindsaea indurata là một loài dương xỉ trong họ Lindsaeaceae. Loài này được Baker mô tả khoa học đầu tiên năm 1888.
Danh pháp khoa học của loài này chưa được làm sáng tỏ. 